# Distribuzione condizionata
Date due variabili aleatorie X e Y, la distribuzione condizionata di Y dato X è la probabilità di Y quando è conosciuto il valore assunto da X. A ogni distribuzione condizionata è associato un valore atteso condizionato e una varianza condizionata.

## Caso discreto
Nel caso di variabili aleatorie discrete, la distribuzione condizionata di Y dato X=x, è data da:
{\displaystyle p_{Y}(y\mid X=x)=P(Y=y\mid X=x)={\frac {P(X=x\ \cap Y=y)}{P(X=x)}}.}
È necessario quindi che P(X=x)>0.

## Caso continuo
Nel caso di variabili aleatorie continue, la densità condizionata di Y dato X=x è data da
{\displaystyle f_{Y}(y\mid X=x)={\frac {f_{X,Y}(x,y)}{f_{X}(x)}},}
Anche in questo caso, si deve avere che {\displaystyle f_{X}(x)>0}.

## Indipendenza
Se per due variabili aleatorie X e Y si ha che P(Y = y | X = x) = P(Y = y) per ogni x e y o, nel caso continuo, fY(y | X=x) = fY(y) per ogni x e y, allora le due variabili sono dette indipendenti.
| Controllo di autorità | GND (DE) 4294196-9 |